# Trunkierbare Primzahl
Die trunkierbaren Primzahlen (engl. truncatable primes von lat. truncare, ab- oder beschneiden, (ver-)kürzen, stutzen, abbrechen, verstümmeln) sind eine Teilmenge der Primzahlen, die bei fortgesetztem (rechts- oder linksseitigem) Abschneiden ihrer Ziffern nach wie vor prim bleiben. Man unterscheidet je nach Richtung des Abschneidens
- rechtstrunkierbare (R-trunkierbare),
- linkstrunkierbare (L-trunkierbare) oder
- beidseitig trunkierbare (bitrunkierbare), d. h. sowohl rechts- als auch linkstrunkierbare Primzahlen.

Welche Primzahlen trunkierbar sind, hängt vom verwendeten Zahlensystem ab.

## Rechtstrunkierbare Primzahlen
Rechtstrunkierbare Primzahlen sind Primzahlen, bei denen das Weglassen einer beliebigen Anzahl der letzten Stellen wieder zu einer Primzahl führt.
Im Dezimalsystem erfüllt zum Beispiel die Zahl 317 diese Eigenschaft: 317, 31 und 3 sind Primzahlen. Somit ist dann auch 31 eine rechtstrunkierbare Primzahl.
Im Dezimalsystem gibt es genau 83 rechtstrunkierbare Primzahlen. Die ersten in diesem System sind die Zahlen 2, 3, 5, 7, 23, 29, die größte im Dezimalsystem ist die Zahl 73.939.133.
Rechtstrunkierbare Primzahlen werden vereinzelt auch als „Snowball-Primes“, „Super-Primes“ und „Prime-Primes“ bezeichnet.
27 der 83 dezimalen rechtstrunkierbaren Primzahlen lassen sich nicht durch Anhängen einer weiteren Ziffer zu einer größeren Primzahl verlängern, die übrigen 56 gehen durch Abschneiden von Ziffern aus ihnen hervor.

## Linkstrunkierbare Primzahlen
Linkstrunkierbare Primzahlen sind Primzahlen,
- in denen an keiner Stelle die Ziffer Null steht,
- bei denen das Weglassen einer beliebigen Anzahl führender Stellen wieder zu einer Primzahl führt.

Im Dezimalsystem hat zum Beispiel die Zahl 632.647 diese Eigenschaften, da 632.647, 32.647, 2.647, 647, 47 und 7 Primzahlen sind.
Im Dezimalsystem existieren genau 4260 linkstrunkierbare Primzahlen. Die größte von ihnen ist die Zahl 357.686.312.646.216.567.629.137 (bzw. 357686312646216567629137).

## Beidseitig trunkierbare Primzahlen
Im Dezimalsystem sind 2, 3, 5, 7, 23, 37, 53, 73, 313, 317, 373, 797, 3.137, 3.797 und 739.397 die einzigen sowohl links- als auch rechtstrunkierbaren Primzahlen.

## Einzelbelege
1. ↑  The On-Line Encyclopedia of Integer Sequences® (OEIS®)